# マルタ・ガルシア (レーシングドライバー)
マルタ・ガルシア・ロペス（Marta García López, 2000年8月9日 - ）は、スペイン・バレンシア州アリカンテ県デニア出身のレーシングドライバー。

## 私生活
2000年8月9日、スペインのデニアで誕生する。
同郷の女性レーシングドライバー、ベレン・ガルシアとの血縁関係はない。

## 経歴
ガルシアはカートレースでキャリアをスタートさせ、2015年の「CIK-FIA カーティング・アカデミー・トロフィー」やフェルナンド・アロンソ、ルイス・ハミルトン、セバスチャン・ベッテルなど多くのF1ワールドチャンピオンを輩出した世界最古のカートレース「トロフェオ・デレ・インドゥストリエ - KFJ Class」でタイトルを獲得する。
2016年は、「F4・スペイン選手権（英語版）」へエントリーし11レース出走した。5レースで5位フィニッシュを果たしたが、ゲストドライバーとしての参戦であるためノーポイントとなる。
2017年4月、ルノー・スポール・アカデミーのメンバーへ加入した。2年目の「F4・スペイン選手権」ではコンスタントにポイントを獲得し、総合9位（70ポイント）でシーズンを終える。「SMP・F4選手権（英語版）」にて1戦限りでエントリーし、第5戦モスクワ・レースウェイへ出走した。レース3で6位入賞を果たし8ポイントを獲得した。好成績を挙げていたガルシアであったが、翌年にルノー・スポール・アカデミーを放出され1年間レースへ出場できず、この期間は心身のトレーニングに時間を充てた。

### Wシリーズ
2019年、新たに発足した「Wシリーズ」へ参戦し総合4位につけた。第4戦ノリスリンクでポールポジションを獲得、決勝レースではポールトゥーウィンを達成し初優勝を果たした。
2020年は、新型コロナウイルス感染症の世界的流行により大会が中止となる。代わりにeスポーツのレースシリーズでiレーシング（英語版）から10レース出走し総合2位となる。
2021年、新規チームであるプーマ・Wシリーズ・チームのレースドライバーとして2年ぶりの「Wシリーズ」へ参戦する。開幕戦レッドブル・リンクでは予選7番手につけたが、決勝レース12周目でマシントラブルが発生しリタイアを喫する。その後は入賞1回、第5戦スパ・フランコルシャンで3位表彰台を獲得し総合12位（21ポイント）でシーズンを終えた。
2022年は、コートDAO・Wシリーズ・チームへ移籍。3レースを残し財政難の影響により大会が打ち切られたため実質最終戦となったシンガポール市街地コースで3位表彰台に入るなど45ポイントを獲得し、総合6位で大会を終えた。

### F1アカデミー
2023年3月21日、ガルシアはプレマ・レーシングから新たに開始された女性限定のシリーズ「F1アカデミー（英語版）」へ参戦することを明らかにした。
5月5日、第2戦バレンシア・サーキット予選にてポールポジションを獲得するが、予選1回目でトラックリミット違反が見つかりレース1のポールスタートを失った。
最終戦サーキット・オブ・ジ・アメリカズ・レース1でポールトゥウィンを果たし、ガルシアの「F1アカデミー」初代チャンピオンが確定した。優勝7回・278ポイントを獲得し、2位のレナ・ビューラー（英語版）へ56ポイントの差をつけた。

## レース戦績

### 略歴
| 年   | シリーズ                                                               | チーム                         | レース | 勝利 | PP | FL | 表彰台 | ポイント | 順位 |
| ---- | ---------------------------------------------------------------------- | ------------------------------ | ------ | ---- | -- | -- | ------ | -------- | ---- |
| 2016 | F4・スペイン選手権（英語版）                                           | ドライヴエックス（英語版）     | 11     | 0    | 0  | 0  | 0      | 0        | NC†  |
| 2017 | F4・スペイン選手権（英語版）                                           | MP・モータースポーツ（英語版） | 20     | 0    | 0  | 0  | 0      | 70       | 9位  |
| 2017 | SMP・F4選手権（英語版）                                                | MP・モータースポーツ（英語版） | 3      | 0    | 0  | 0  | 0      | 8        | 17位 |
| 2019 | Wシリーズ                                                              | ハイテックGP（英語版）         | 6      | 1    | 1  | 0  | 2      | 66       | 4位  |
| 2021 | Wシリーズ                                                              | プーマ・Wシリーズ・チーム      | 7      | 0    | 0  | 0  | 1      | 21       | 12位 |
| 2022 | Wシリーズ                                                              | コートDAO・Wシリーズ・チーム   | 7      | 0    | 1  | 0  | 1      | 45       | 6位  |
| 2023 | F1アカデミー（英語版）                                                 | プレマ・レーシング             | 21     | 7    | 5  | 6  | 12     | 278      | 1位  |
| 2024 | フォーミュラ・リージョナル・ヨーロピアン・チャンピオンシップ（英語版） | プレマ・レーシング             | -      | -    | -  | -  | -      | -        | -    |

- † : ゲストドライバーとしての出走であるため、ポイントは加算されない。
- * : 現状の今シーズン順位。

### F4・スペイン選手権
| 年                | チーム                          | 1        | 2       | 3       | 4       | 5        | 6       | 7       | 8       | 9       | 10      | 11        | 12      | 13       | 14      | 15      | 16       | 17      | 18       | 19      | 20      | 順位 | ポイント |
| ----------------- | ------------------------------- | -------- | ------- | ------- | ------- | -------- | ------- | ------- | ------- | ------- | ------- | --------- | ------- | -------- | ------- | ------- | -------- | ------- | -------- | ------- | ------- | ---- | -------- |
| 2016年 （英語版） | ドライヴエックス （英語版）     | NAV 1    | NAV 2   | NAV 3   | ALC 1   | ALC 2    | ALC 3   | ALG 1   | ALG 2   | ALG 3   | VAL 1 5 | VAL 2 5   | VAL 3 6 | CAT 1 5  | CAT 2 6 | JAR 1 8 | JAR 2 8  | JAR 3 7 | JER 1 5  | JER 2 7 | JER 3 5 | NC†  | 0        |
| 2017年 （英語版） | MP・モータースポーツ （英語版） | ALC 1 10 | ALC 2 6 | ALC 3 6 | NAV 1 9 | NAV 2 12 | NAV 3 7 | CAT 1 8 | CAT 2 9 | JER 1 6 | JER 2 5 | JER 3 13‡ | NAV 1 7 | NAV 2 10 | NAV 3 6 | NOG 1 8 | NOG 2 10 | NOG 3 7 | EST 1 11 | EST 2 9 | EST 3 8 | 9位  | 70       |

- 太字はポールポジション、斜字はファステストラップ。(key)
- † : ゲストドライバーとしての出走であるため、ポイントは加算されない。
- ‡ : リタイアだが、90%以上の距離を走行したため規定により完走扱い。

### Wシリーズ
| 年     | チーム                       | 1       | 2      | 3      | 4      | 5     | 6      | 7      | 8       | DC   | ポイント |
| ------ | ---------------------------- | ------- | ------ | ------ | ------ | ----- | ------ | ------ | ------- | ---- | -------- |
| 2019年 | ハイテックGP （英語版）      | HOC 3   | ZOL 4  | MIS 6  | NOR 1  | ASS 9 | BRH 8  |        |         | 4位  | 66       |
| 2021年 | プーマ・Wシリーズ・チーム    | RBR Ret | RBR 12 | SIL 12 | HUN 7  | SPA 3 | ZAN 18 | COA 15 | COA DNS | 12位 | 21       |
| 2022年 | コートDAO・Wシリーズ・チーム | MIA 11  | MIA 9  | CAT 6  | SIL 18 | LEC 6 | HUN 4  | SIN 3  |         | 6位  | 45       |

- 太字はポールポジション、斜字はファステストラップ。(key)

### F1アカデミー
| 年     | チーム             | 1     | 2       | 3       | 4       | 5       | 6       | 7       | 8     | 9     | 10        | 11    | 12      | 13    | 14      | 15      | 16      | 17      | 18      | 19    | 20        | 21    | DC  | ポイント |
| ------ | ------------------ | ----- | ------- | ------- | ------- | ------- | ------- | ------- | ----- | ----- | --------- | ----- | ------- | ----- | ------- | ------- | ------- | ------- | ------- | ----- | --------- | ----- | --- | -------- |
| 2023年 | プレマ・レーシング | RBR 1 | RBR 2 7 | RBR 3 1 | VAL 1 6 | VAL 2 5 | VAL 3 1 | CAT 1 3 | CAT 2 | CAT 3 | ZAN 1 Ret | ZAN 2 | ZAN 3 4 | MNZ 1 | MNZ 2 6 | MNZ 3 5 | LEC 1 6 | LEC 2 1 | LEC 3 1 | COA 1 | COA 2 Ret | COA 3 | 1位 | 278      |

- 太字はポールポジション、斜字はファステストラップ。(key)
- * : 現状の今シーズン順位。